# Parapolichne elegantula
Parapolichne elegantula är en insektsart som beskrevs av Bolívar, I. 1902. Parapolichne elegantula ingår i släktet Parapolichne och familjen vårtbitare. Inga underarter finns listade i Catalogue of Life.